# Henry Patten
Henry Patten (Colchester, Inglaterra, 6 de mayo de 1996) es un jugador de tenis británico.
Patten su ranking ATP más alto de singles fue el número 462, logrado el 19 de septiembre de 2022. Su ranking ATP más alto de dobles fue el número 3, logrado el 27 de enero de 2025.
Patten hizo su debut en el cuadro principal de Grand Slam en el Campeonato de Wimbledon 2022, recibiendo wildcards en el cuadros de dobles junto a Julian Cash.

## Torneos de Grand Slam

### Dobles

#### Títulos (2)
| Año  | Campeonato           | Pareja           | Oponentes en la final           | Resultado en final     |
| 2024 | Wimbledon            | Harri Heliövaara | Max Purcell Jordan Thompson     | 6-7(7), 7-6(8), 7-6(9) |
| 2025 | Abierto de Australia | Harri Heliövaara | Simone Bolelli Andrea Vavassori | 6-7(16), 7-6(5), 6-3   |

## Títulos ATP (5; 0+5)

### Dobles (5)
| Leyenda                         |
| Grand Slam (2)                  |
| ATP Wourld Tour Finals (0)      |
| ATP Masters 1000 World Tour (0) |
| ATP World Tour 500 series (0)   |
| ATP World Tour 250 series (3)   |

| N.º | Fecha                 | Torneos              | Superficie    | Pareja           | Oponentes en la final           | Resultado              |
| --- | --------------------- | -------------------- | ------------- | ---------------- | ------------------------------- | ---------------------- |
| 5.  | 6 de abril de 2024    | Marrakech            | Tierra batida | Harri Heliövaara | Alexander Erler Lucas Miedler   | 3-6, 6-4, [10-4]       |
| 2.  | 25 de mayo de 2024    | Lyon                 | Tierra batida | Harri Heliövaara | Yuki Bhambri Albano Olivetti    | 3-6, 7-6(4), [10-8]    |
| 3.  | 13 de julio de 2024   | Wimbledon            | Hierba        | Harri Heliövaara | Max Purcell Jordan Thompson     | 6-7(7), 7-6(8), 7-6(9) |
| 4.  | 20 de octubre de 2024 | Estocolmo            | Dura (i)      | Harri Heliövaara | Petr Nouza Patrik Rikl          | 7-5, 6-3               |
| 5.  | 25 de enero de 2025   | Abierto de Australia | Dura          | Harri Heliövaara | Simone Bolelli Andrea Vavassori | 6-7(16), 7-6(5), 6-3   |

#### Finalista (4)
| N.º | Fecha                | Torneos  | Superficie    | Pareja           | Oponentes en la final           | Resultado            |
| --- | -------------------- | -------- | ------------- | ---------------- | ------------------------------- | -------------------- |
| 1.  | 9 de abril de 2023   | Houston  | Tierra batida | Julian Cash      | Max Purcell Jordan Thompson     | 6-4, 4-6, [5-10]     |
| 2.  | 21 de abril de 2024  | Bucarest | Tierra batida | Harri Heliövaara | Sadio Doumbia Fabien Reboul     | 3-6, 5-7             |
| 3.  | 2 de octubre de 2024 | Pekín    | Dura          | Harri Heliövaara | Simone Bolelli Andrea Vavassori | 6-4, 3-6, [5-10]     |
| 4.  | 1 de marzo de 2025   | Dubái    | Dura          | Harri Heliövaara | Yuki Bhambri Alexei Popyrin     | 6-3, 6-7(12), [8-10] |

## Títulos Challenger; 12 (0 + 12)
| Leyenda             | Individuales | Dobles |
| ------------------- | ------------ | ------ |
| ATP Challenger Tour | 0            | 12     |

### Dobles
| N.º | Fecha      | Torneo                        | Superficie        | Compañero        | Oponentes en la final                       | Resultado           |
| --- | ---------- | ----------------------------- | ----------------- | ---------------- | ------------------------------------------- | ------------------- |
| 1.  | 04.06.2022 | Challenger de Surbiton        | Césped            | Julian Cash      | Aleksandr Nedovyesov Aisam-ul-Haq Qureshi   | 4–6, 6–3, [11–9]    |
| 2.  | 18.06.2022 | Challenger de Ilkley          | Césped            | Julian Cash      | Ramkumar Ramanathan John-Patrick Smith      | 7–5, 6–4            |
| 3.  | 27.08.2022 | Challenger de Granby          | Dura              | Julian Cash      | Jonathan Eysseric Artem Sitak               | 6–3, 6–2            |
| 4.  | 24.09.2022 | Challenger de Columbus        | Dura (i)          | Julian Cash      | Charles Broom Constantin Frantzen           | 6–2, 7–5            |
| 5.  | 15.10.2022 | Challenger de Fairfield       | Dura              | Julian Cash      | Anirudh Chandrasekar Vijay Sundar Prashanth | 6–3, 6–1            |
| 6.  | 29.10.2022 | Challenger de Las Vegas       | Dura              | Julian Cash      | Constantin Frantzen Reese Stalder           | 6–4, 7–6(1)         |
| 7.  | 05.11.2022 | Challenger de Charlottesville | Dura (i)          | Julian Cash      | Alex Lawson Artem Sitak                     | 6–2, 6–4            |
| 8.  | 19.11.2022 | Challenger de Drummondville   | Dura (i)          | Julian Cash      | Arthur Fery Giles Hussey                    | 6–3, 6–3            |
| 9.  | 26.11.2022 | Challenger de Andria          | Dura (i)          | Julian Cash      | Francesco Forti Marcello Serafini           | 6–7(3), 6–4, [10–4] |
| 10. | 03.12.2022 | Challenger de Maia            | Tierra batida (i) | Julian Cash      | Nuno Borges Francisco Cabral                | 6–3, 3–6, [10–8]    |
| 11. | 15.04.2023 | Challenger de Sarasota        | Tierra batida (v) | Julian Cash      | Guido Andreozzi Guillermo Durán             | 7–6(4), 6–4         |
| 12. | 14.04.2024 | Challenger de Madrid          | Tierra batida     | Harri Heliövaara | Guido Andreozzi Miguel Ángel Reyes-Varela   | 7–5, 7–6(1)         |